# Stenträsket (Lycksele socken, Lappland, 721008-160973)
Stenträsket är en sjö i Lycksele kommun i Lappland och ingår i Umeälvens huvudavrinningsområde. Sjön har en area på 0,782 kvadratkilometer och ligger 335,1 meter över havet. Sjön avvattnas av vattendraget Stenträskbäcken.

## Delavrinningsområde
Stenträsket ingår i det delavrinningsområde (721371-160789) som SMHI kallar för Inloppet i Långtjärnen. Medelhöjden är 351 meter över havet och ytan är 28,07 kvadratkilometer. Det finns inga avrinningsområden uppströms utan avrinningsområdet är högsta punkten. Stenträskbäcken som avvattnar avrinningsområdet har biflödesordning 3, vilket innebär att vattnet flödar genom totalt 3 vattendrag innan det når havet efter 202 kilometer. Avrinningsområdet består mestadels av skog (67 procent) och sankmarker (24 procent). Avrinningsområdet har 1,4 kvadratkilometer vattenytor vilket ger det en sjöprocent på 5 procent.